# Гордон, Адам (юстициарий Лотиана)
Адам (VI) де Гордон (англ. Adam de Gordon; умер около 1328) — английский, а затем шотландский барон, государственный деятель и дипломат. Будучи сторонником английских королей Эдуарда I и Эдуарда II, он занимал должности смотрителя Восточной Шотландской марки и юстициария Лотиана. Позже сменил сторону конфликта, став одним из доверенных лиц шотландского короля Роберта I Брюса. В 1320 году Адам был отправлен к папе римскому Иоанну XXII, чтобы передать письмо с Арбротской декларацией. За свои заслуги Адам получил от шотландского короля обширное владение Стратбоги в Абердиншире, позже получившего названия поместья Хантли.
Адам является предком графов Хантли и герцогов Гордонов, которые и доминировали на севере Шотландии с середины пятнадцатого века.

## Происхождение
Точное происхождение рода Гордонов достаточно туманно. Его родовое прозвание произошло от названия одноимённого поселения в Берикшире (Шотландия), которое, в свою очередь, было образовано от слова «Gordin», которое на валлийское языке означает «просторный холм», а на гэльском — «козий холм». По мнению Джеймса Бальфура Пола, автора «The Scots Peerage», существование топонимов с таким же названием во Франции послужило основой для гипотезы о том, что Гордоны имели иностранное происхождение и, прибыв на север, дали поселению имя своего рода. По его мнению вероятнее, что скорее представители рода наоборот получили это родовое прозвание от пожалованных им земель, которые до этого находились во владении графов Данбар.
Семейная традиция рассказывает о некоем Гордоне, который жил во времена правления короля Малькольма III и в 1093 году совершил вместе с ним набег на Нортумбрию, но в те времена фамилии не использовались. Существует семейное предание, по которому один из представителей рода, лэрд Гордон, погиб 22 августа 1138 года в битве штандартов, однако документального подтверждения этого не существует. Известно, что в Южной Англии существовала семья Гёрдон (англ. Gurdon) или Гордан (англ. Gordun), однако неизвестно, переселились её представители в Шотландию или это был другой род. Высказывались предположения, что Гордоны — ветвь клана Суинтон, поскольку их гербы схожи.
До 1171 года упоминания фамилии Гордон в источниках не встречается. Первый достоверно известный её носитель, Ричард (Ришар) де Гордон впервые упоминается в 1170-е годы. Историк Джеймс Тейт считал его англо-нормандским дворянином, переселившимся в Шотландию во время правления короля Давида I. Вероятно, между 1189 и 1199 годом Ричард получил от Патрика, графа Данбара, владения недалеко от англо-шотландской границы, позже составившие баронию Гордон. Его внук, сэр Томас де Гордон Младший, умер вскоре после 1258 года, оставив только дочерей. Наследницей его владений стала старшая, Алисия, которая вышла замуж за Адама (IV) де Гордона. 
Происхождение Адама IV де Гордона не совсем ясно. Его иногда называли двоюродным братом Алисии, однако Дж. Пол сомневается в достоверности этих известий. Некоторые исследователи полагали, что Адам мог быть правнуком Адама (I) де Гордона, который, вероятно, был братом Ричарда де Гордона. Якобы у того было трое сыновей: Александр, владевший землями в Хантли, Уильям, который участвовал в крестовых походах, из которых не вернулся, и Адам (II), который был отцом Адама (III) и дедом Адама IV. Достоверность этих сведений неизвестна: документально существование Александра и Уильяма не подтверждено, а человек по имени Адам де Гордон вместе с одноимённым сыном появляется в хартии, датированной примерно 1232 годом. Дж. Пол считает, что младший Адам мог быть одним лицом с сэром Адамом де Гордоном, который упоминается в 1251 году в качестве свидетеля хартии графа Данбара. По мнению историка, тот может быть одним лицом с мужем Алисии де Гордон. Однако Пол считает ошибочной семейную версию Гордонов, отождествлявших Адама де Гордона с упоминаемым в английских хрониках рыцарем Адамом не Гёрдоном, который в 1266 году сражался на дуэли с будущим королём Эдуардом I, был им ранен, но за свою храбрость получил особую похвалу от принца. Историк указывает, что этот Адам происходил из английского рода Гёрдонов, имевшего владения в Гэмпшире, но он не мог жениться на Алисии де Гордон, поскольку существует папское разрешение на брак между «сэром Адамом де Горданом» и Констанцией, дочерью Джона Вернуза, выданное 30 сентября 1255 года; этот брак продолжался минимум до 1292 года.
Сэр Адам (IV) де Гордон, возможно, в 1270 году отправился в организованный французским королём Людовиком IX крестовый поход, во время которого и умер, хотя никаких документальных подтверждений этой версии не существует. В любом случае, Алисия пережила мужа и умерла в 1280 году. Наследником её владений был сын Адам (V), о котором мало что известно. Он умер в 1296 году, а его вдова, Марджори, получила 3 сентября 1296 года от Эдуарда I приказ вернуть ей права на земли в Берикшире. По мнению Дж. Пола это свидетельствует о том, что её муж принадлежал к патриотической партии и его владения были конфискованы. Сыном Адама и Марджори был Адам (VI) де Гордон, с которого начинается возвышение рода.

## Биография
Впервые в источниках Адам де Гордон упоминается 28 июля 1296 года, когда в Элгине принёс оммаж королю Эдуарду I. При этом он упоминается как рыцарь; это противоречит сообщению Джона Феррериуса, который в истории рода Гордонов утверждает, что в рыцари Адама произвёл король Роберт I Брюс. Известны также утверждения, что Гордон в 1297 году присоединился к восстанию Уильяма Уоллеса, однако документальных подтверждений этого не существует.
В 1300 году Эдуард I назначает Адама смотрителем Восточной Шотландской марки, а в следующем году Гордон участвовал в мирных переговорах с Францией. Около 1300 года он подтвердил пожалования, которые были сделаны его предшественниками аббатству Келсо, самое раннее из которых было сделано ещё Ричардом де Гордоном до 1180 года. В 1308 году было заключено официальное соглашение между монахами Келсо и сэром Адамом де Гордоном относительно ряда владений в Гордоне, подаренных Эндрю Фрейзером в 1280 году.
В феврале 1304 года Адам вместе с Джоном Комином, лордом Баденоха, сдался Эдуарду I. За поддержку Комина ему был присуждён штраф в размере арендной платы с его земель за 3 года, однако уже в 1305 году Гордон был назначен юстициарием Лотиана под английским правлением. Эту должность он занимал до 1312 года.
В 1306 году Адам участвовал в битве при Метвине против короновавшегося шотландской короной Роберта I Брюса. В том же году Гордону был передан в управление «в интересах Англии» замок Инверкип, в котором ему было приказано содержать попавшего в английский плен Томаса Рэндольфа, племянника Брюса.
После смерти Эдуарда I в 1307 году на английский престол взошёл его сын Эдуард II. К тому моменту в Шотландии короновали Роберта I Брюса, но некоторые шотландские дворяне продолжали «глубоко заниматься английскими интересами». Среди них автор «Martial Achievements of the Scottish Nation» Патрик Аберкомби с сожалением отмечает «ранее храброго и честного сэра Адама де Гордона». За свою верность английской короне Адам получал различные знаки благосклонности. 
В 1308 году Адам выступил одним из поручителей при освобождении помещённого ещё Эдуардом I в заключение архиепископа Сент-Эндрюса Уильяма де Ламбертона. 
4 марта 1309 года Эдуард II пожаловал Адаму конфискованные владения Рэндольфов в Стихилле, в результате эти владения впервые оказались под контролем Гордонов. В 1310 году он получил 100 мерков в качестве компенсации за потерянные в Шотландии владения, что, по мнению исследователей, связано с тем, что в это время он был противником Роберта I Брюса, который стал набирать силу в Шотландии. 
Хотя Джон Феррериус утверждает, что 16 июня 1311 года в Перте шотландский король пожаловал Гордону баронию Стратбоги, в этот период Адам ещё сохранял верность английской короне. Переход на сторону Роберта I Брюса состоялся не раньше конца 1313 году или даже в 1315 году. Причиной окончательного разрыва с английской короной, по мнению Дж. Пола стал ответ Эдуарда II на петицию, поданную графом Данбаром и Адамом де Гордоном от имени английских сторонников в Южной Шотландии. В январе 1312 года Эдуард II, планируя поход в Шотландию, находился в Йорке, решил решить заключить мир, для чего послал ряд своих представителей, включая Адама де Гордона, однако успехом их миссия не увенчалась. В октябре 1313 года Адам и граф Данбар были посланы сохранившими верность английской короне шотландцами к Эдуарду II, чтобы рассказать ему об их жалком положении. В петиции они жалуются на то, что их земли и имущество постоянно подвергаются набегам не только со стороны лояльных Роберту I Брюсу шотландцев, но и со стороны английских командиров, один из которых несправедливо заключил в тюрьму самого Адама, требуя с него выплаты штрафа в тысячу мерков и отказа от возмещение ущерба. Эдуард II принял их любезно и ответил, что летом следующего года планирует военную экспедицию в Шотландию, чтобы помочь своим сторонникам там. В письме папе римскому, датированном 1 апреля того же года, английский король рекомендовал ему Джона и Томаса, сыновей «нашего верного дворянина Адама де Гордона», которые, вероятно, собирались в Италию. Но в июне 1314 года английская армия потерпела от шотландцев сокрушительное поражение в битве при Бэннокбёрне. Хотя Адам и был официально освобождён от выплаты штрафа в тысячу мерков, после встречи с королём упоминания о нём в английских архивах исчезают. Причиной, по которой Гордон попал в заключение, называли подозрения в нелояльности к английской короне, но, по мнению Дж. Пола, это сомнительно. По мнению исследователя, обращение с Адамом английского короля привело к тому, что он перешёл на сторону Брюса, но неизвестно, произошло это до или уже после битвы.
В 1320 году Адам вместе с сэром Эдвардом Мабинсоном был отправлен с дипломатической миссией в Авиньон к папе Иоанну XXII, чтобы передать письмо шотландских баронов от 6 апреля 1320 года, получившего название Арбротской декларации, в котором объявлялось о независимости Шотландского королевства. История этого посольства описывается в «The Records of Aboyne». Посольство было успешным. Вскоре после возвращения Адам совершил набег на замок Норем, но атака была отбита и его отряду пришлось бежать за Туид.
Заслуги Гордона перед шотландской короной, в том числе за помощь в подавлении представителей дома Коминов, выступавших против Брюса в северо-восточных графствах, были вознаграждены. 28 июня 1315 года Роберт I издал хартию, в которой подтвердил передачу его бывшим подопечным Томасом Рэндольфом, получившим в 1312 году моменту титул графа Морея, владений в Стихилле самому Адаму и его второму сыну, Уильяму де Гордону. Историк Симон Апплеярд, что именно граф Морей способствовал крупному королевскому пожалованию Гордону — обширного владения Стратбоги в Абердиншире, поскольку таким образом он обеспечивал безопасность границы Морея. Сама королевская хартия о дарении не сохранилась, поэтому дата пожалования неизвестна. Хотя в «The Records of Aboyne» утверждается, что Стратбоги было конфискована по указу шотландского парламента, состоявшегося в Скуне в декабре 1319 года, в этот период парламент там не заседал. Возможно, что пожалование землями было осуществлено в качестве награды за успех дипломатического посольства. По названию деревни в Берикшире, эти владения получили название Хантли.
Имя Адама встречается в качестве свидетеля в королевских хартиях Роберта I в его последние годы жизни. Вероятно, Гордон умер незадолго до шотландского короля около 1328 года.
В браке с Амабиллой, происхождение которой неизвестно, Адам оставил 4 сыновей и дочь. Наследником его владений стал старший сын, Адам (VII) де Гордон. Ещё один сын, Уильям, является предком Гордонов из Лохинвара; её представители позже получили титул виконтов Кенмур. Младшие же сыновья избрали духовную карьеру.
По мнению Патрика Аберкомби, Адам входил в состав самых доверенных друзей Роберта I Брюса, «всех великих личностей и славных предков многих во всех отношениях столь же великих, как они сами». Он является первым из представителей рода Гордонов, заметных на национальном уровне. Его потомки получили титулы графа Хантли и герцога Гордона и доминировали на севере Шотландии с середины пятнадцатого века.

## Брак и дети
Жена: Амабилла, её происхождение неизвестно. Дети:
- Адам (VII) де Гордон (убит 19 июля 1333), лорд Гордон с около 1328 года[3].
- Уильям де Гордон, родоначальник ветви Гордонов из Лохинвара; её представители позже получили титул виконтов Кенмур[англ.][3].
- Джон де Гордон (умер после 1313)[3].
- Томас де Гордон (умер после 1351), каноник епархии Морей с 1323 года, нотариус с 1351 года[3].
- Мария де Гордон; муж: сэр Уолтер Фиц-Гилберт (умер около 1346), 1-й лэрд из замка Кадзоу, предок Гамильтонов[3].